# 5109-es busz
Az 5109-es jelzésű autóbuszvonal helyközi autóbuszjárat Szeged és Kunszentmárton között, Csongrád, Szentes, érintésével, melyet a MÁV Személyszállítási Zrt. lát el.

## Közlekedése
A járat Szegedet és Kunszentmártont köti össze. Menetideje Kunszentmárton felé 2 óra 7 perc, Szeged felé 1 óra 45 perc. A járat betér több alföldi város autóbusz-állomására, megáll kisebb községek, települések autóbusz-várótermeinél, központjában is.
Napi egy járatpár szállítja az utasokat, Szeged felé Szentes városától közlekedik.

## Megállóhelyei
| 0  | Szeged, autóbusz-állomás végállomás         | 20 | 5, 6, 9, 19 7F, 21, 60, 60Y, 64, 67, 67Y, 70, 71, 71A, 72, 72A, 73, 73Y, 74, 74A, 74Y, 75, 76, 76Y, 77, 77A, 77Y, 78, 78A, 79H 1374, 1375, 1441, 1486, 1503, 1504, 1506, 1507, 1510, 1512, 1513, 1515, 1516, 1517, 1518, 1652 4990, 5000, 5001, 5002, 5003, 5004, 5005, 5007, 5010, 5011, 5012, 5013, 5015, 5016, 5019, 5020, 5021, 5022, 5023, 5024, 5025, 5030, 5031, 5032, 5033, 5034, 5035, 5040, 5041, 5042, 5043, 5044, 5045, 5046, 5047, 5049, 5050, 5054, 5055, 5056, 5058, 5059, 5060, 5061, 5062, 5063, 5064, 5066, 5070, 5071, 5075, 5076, 5112, 5160, 5188, 5189, 5190, 5329, 5362, 5369 |
| 1  | Szeged Rózsa utca (Csongrádi sugárút)       | 19 | 5, 6, 8, 19 21 1517, 1518 5000, 5001, 5002 |
| 2  | Szeged, Ipoly sor                           | 18 | 84 5000, 5001, 5002 |
| 3  | Sándorfalva, Attila utca                    | 17 | 1517, 1518 5000, 5001, 5002 |
| 4  | Sándorfalva, Sövényházi út                  | 16 | 1518 5000, 5001 |
| 5  | Nádastó Szabadidőpark                       | 15 | 5000, 5001 |
| 6  | Ópusztaszer, Nemzeti Emlékpark, bejárati út | 14 | 1517, 1518 5000, 5001, 5064 |
| 7  | Ópusztaszer, községháza                     | 13 | 1517, 1518 5000, 5001, 5064 |
| 8  | Ópusztaszer, takarékszövetkezet             | 12 | 1517, 1518 5000, 5001, 5064 |
| ∫  | Baks, bejárati út                           | 11 | 1517, 1518 5000, 5001, 5064 |
| 9  | Baks, autóbusz-váróterem                    | 10 | 5000, 5001, 5064 |
| ∫  | Baks, bejárati út                           | 9  | 1517, 1518 5000, 5001, 5064 |
| 10 | Csanytelek, Sipka-ház                       | 8  | 5001, 5110, 5112 |
| 11 | Csanytelek, autóbusz-váróterem              | 7  | 1517, 1518 5001, 5110, 5112 |
| 12 | Csanytelek, Kádár-ház                       | 6  | 1517, 1518 5001, 5110, 5112 |
| 13 | Csanytelek, Sajó sarok                      | 5  | 1517, 1518 5001, 5110, 5112 |
| 14 | Felgyő, autóbusz-váróterem                  | 4  | 1517, 1518 5001, 5111 |
| 15 | Csongrád, autóbusz-állomás                  | 3  | 1, 1A, 3 1090, 1092, 1094, 1499, 1517, 1518, 1577 5001, 5004, 5010, 5011, 5100, 5105, 5107, 5110, 5111, 5112, 5123, 5140, 5255 |
| 16 | Szentes, Kiss Zsigmond utca                 | 2  | 1090, 1092, 1094, 1499, 1518 5004, 5010, 5011, 5105, 5110, 5123, 5140, 5255 |
| 17 | Szentes, kórház                             | 1  | 1518 5004, 5010, 5011, 5105, 5110, 5140, 5255 |
| 18 | Szentes, autóbusz-állomás végállomás        | 0  | 1, 3, 3A 1090, 1092, 1094, 1375, 1499, 1515, 1516, 1518, 1577 5004, 5007, 5010, 5011, 5105, 5110, 5120, 5121, 5122, 5123, 5125, 5126, 5127, 5128, 5129, 5130, 5132, 5140, 5143, 5150, 5255 |
| 19 | Szentes, Apponyi tér                        | ∫  | 3, 3A 1515, 1518 5120, 5122, 5125, 5126, 5127, 5130, 5132, 5150 |
| 20 | Szentes, Kunszentmártoni elágazás           | ∫  | 1515, 1518 5120, 5122 |
| 21 | Szentes, Állattartó telep                   | ∫  | 1515, 1518 5122 |
| 22 | Szentes, Útőrház                            | ∫  | 1515 5122 |
| 23 | Szélmalom                                   | ∫  | 1515, 1518 5122 |
| 24 | Nagytőke, Nagytőkei elágazás                | ∫  | 1515, 1518 5122 |
| 25 | Kunszentmárton, Szikhát                     | ∫  | 1515, 1518 5122 |
| 26 | Kunszentmárton, Jaksori tanyák              | ∫  | 1515, 1518 5122 |
| 27 | Kunszentmárton, autóbusz-állomás végállomás | ∫  | 1085, 1087, 1515, 1518 4602, 4621, 4623, 4776, 4777, 4781, 4782, 4783, 4785, 4786, 4855, 5122, 5208, 5209 |